# Institut supérieur des métiers de l'audiovisuel et du cinéma
 (avril 2014).
 (mai 2014).
L'Institut supérieur des métiers de l'audiovisuel et du cinéma (ISMAC) est un établissement public d'enseignement supérieur créé en 2013, spécialisé dans les métiers de l'audiovisuel et du cinéma, implanté à Rabat. L'établissement est situé à la Cité al Irfane - Souissi.
Cette école est la première du genre au Maroc, elle suit la réforme LMD, sous la tutelle du Ministère de la Jeunesse, de la Culture et de la Communication.  

## Carrières et débouchés
La mission de l'école est de former des professionnels de l'audiovisuel. Elle propose deux départements.
Le premier se consacre à la gestion et au développement (DG). Il offre dès la deuxième année le choix entre deux filières : réalisation et production.
Le second est destiné à l'apprentissage des techniques et de l'ingénierie (TI). Il propose en deuxième année le choix entre deux filières: image, son.

## Partenaires[4]

### Partenariat professionnel[5]
- 2M
- Société nationale de radiodiffusion et de télévision
- Medi 1 TV
- Chambre nationale des producteurs de films
- Union des réalisateurs auteurs marocains
- ARGUIS (société de conseil).

### Partenariat  institutionnel[6]
- Ministère de la communication
- Ministère de l'enseignement supérieur, de la recherche scientifique et de l'innovation
- Ministère de l'économie et des finances
- Centre cinématographique marocain
- Agence nationale de réglementation des télécommunications
- Agence française de développement
- L'association marocaine des professions de l'audiovisuel et du cinéma.

### Partenariat académique[7]
- École nationale supérieure Louis-Lumière

## Formation

### Enseignement
- Cours magistraux
- Travaux pratiques
- Visites audiovisuelles et cinématographiques
- Stages de participation aux festivals nationaux et internationaux

### Encadrement
Les cours sont supervisés par des professionnels du secteur audiovisuel et cinématographique.

## Bâtiment et Équipements
Le bâtiment est fonctionnel, occupe une superficie totale de 5030 m² et est équipé de :
- Studios d'enregistrement et de traitement de l'image et du son.
- Salle de cinéma et matériel d'éclairage.